# Izumiōtsu, Ōsaka
Izumiōtsu (tiếng Nhật: 泉大津市, I-giu-mi-ốt-xu) là một thành phố thuộc tỉnh Ōsaka, Nhật Bản.